# Бакке, Холлвард
Холлвард Бакке (норв. Hallvard Bakke, 1943—2024) — норвежский политик, член стортинга от Хордаланна в течение пяти созывов (1977—1997), министр торговли (1976—1979) и культуры (1986—1989).
Родился 4 февраля 1943 года в Флесберге.
В 1968 году окончил Норвежскую школу экономики в Бергене. В 1968—1976 годах секретарь по информации, затем финансовый менеджер в газете Den Nationale Scene.
Государственные должности:
- 15 января 1976 — 8 октября 1979 г. министр торговли и судоходства в правительстве Одвара Нордли;
- 9 мая 1986 — 16 октября 1989 г. министр культуры и науки во втором правительстве Гру Гарлема Брунтланна.

Депутат стортинга от Норвежской рабочей партии с 1977 по 1997 год. Председатель Хордаландского отделения рабочей партии в 1974—1976 и 1981—1984 годах.
Должность в стортинге:
- 8 октября 1981 — 30 сентября 1985 г .: второй вице-президент Одельстинга;
- 5 ноября 1984 — 15 декабря 1984 г .: временно исполняющий обязанности президента Одельстинга;
- 9 октября 1985 — 9 мая 1986 г .: второй вице-президент Одельстинга;
- 1977—1981 член Комитета по делам церкви и образования;
- 1981—1985 член Финансового комитета;
- 1981—1985 член Подготовительного комитета по проверке полномочий;
- 1985—1989 член Контрольного комитета;
- 1985—1989 член Финансового комитета;
- 1985—1989 член Мандатной комиссии;
- 1989—1993 член Комитета по делам церкви и образования;
- 1989—1993 член Комитета по муниципальным вопросам и охране окружающей среды;
- 1993—1997 член Комитета по иностранным делам;
- 1993—1997 член Избирательной комиссии.

Был лидером парламентариев, выступавших против вступления в ЕС в 1993—1994 годах.
После ухода из парламента — журналист-фрилансер. Также состоял в наблюдательном совете ряда фирм. В 2006—2010 гг. председатель Совета директоров радиовещательной компании Norsk rikskringkasting AS (NRK).
Умер 30 июня 2024 года.
Был женат:
- в 1969 году на актрисе Анне Карин Скаанес (1945-), брак расторгнут в 1979 году;
- в 1986 году на актрисе Гунвор Халс (1953-), брак расторгнут в 2006 году.